# Parachernes melanopygus
Espèce
Parachernes melanopygus est une espèce de pseudoscorpions de la famille des Chernetidae.

## Distribution
Cette espèce se rencontre en Argentine, au Brésil, en Équateur, au Guatemala et au Mexique.

## Publication originale
- Beier, 1959 : Zur Kenntnis der Pseudoscorpioniden-Fauna des Andengebietes. Beitraege zur Neotropischen Fauna, vol. 1, p. 185-228.